# Быков, Давид Романович
Давид Романович Быков (1903—1982) — народный комиссар государственной безопасности Башкирской АССР, генерал-майор (1945).

## Биография
С 1928 — в ОГПУ при СНК СССР, член ВКП(б) с 1931. Начальник 10-го отделения 1-го отдела ГУГБ НКВД по июнь 1940. Заместитель начальника Вильнюсского городского отдела НКВД по апрель 1941. Заместитель наркома НКГБ Литовской ССР по август 1941. Начальник Экономического отдела УНКВД по Куйбышевской области по февраль 1943. В 1943 — заместитель начальника УНКВД по Краснодарскому краю. В 1943—1945 — начальник Управления НКГБ по Омской области. В 1945—1946 нарком—министр государственной безопасности Башкирской АССР.
Арестован 8 июля 1946. Приговорён к 5 годам лишения свободы. Освобождён в декабре 1949. 3 января 1955 лишён звания генерала.

### Звания
- 26.04.1938, капитан государственной безопасности;
- 14.03.1940, майор государственной безопасности;
- 14.02.1943, полковник государственной безопасности;
- 18.03.1944, комиссар государственной безопасности;
- 09.07.1945, генерал-майор.[6]

### Награды
- орден Ленина (04.12.1945)
- орден Красного Знамени (03.11.1944)
- три ордена Красной звезды (30.01.1943, 28.04.1943, 16.09.1945)
- медали
- знак «Почетный работник ВЧК-ГПУ» (XV) (15.09.1937)